# 204

## Събития
- Едеса е наводнена от река Дайсан

## Родени
- Филип I Араб, римски император († 249)
- Плотин, древногръцки философ